# Psych – Dilis detektívek
A Psych – Dilis detektívek (Psych) egy amerikai televíziós sorozat. A történet egyik főszereplője Shawn Spencer (James Roday alakításában) egy rendőr tanácsadó, aki "magas szintű megfigyelési képességekkel" rendelkezik és lenyűgöző detektív lévén elhiteti az emberekkel hogy ő egy látnok. A műsor főszereplője még Shawn legjobb barátja és vonakodó munkatársa Burton Guster (Gus), akit Dulé Hill játszik, míg Henry Spencert, Shawn kötekedő apját Corbin Bernsen testesíti meg.
Az Amerikai Egyesült Államokban az USA Networkön vetítették először 2006. július 7-én, míg Magyarországon 2007. április 22-én elsőként a TV2 tűzte műsorára. Amerikában a második évadot 2007. július 13-án, a harmadikat 2008. július 18-án mutatták be.
A történet szerint a kaliforniai Santa Barbarában játszódó jelenetek java részét Kanada legnyugatibb tartományában (Brit Columbia) lévő, White Rock településen vették föl (pl. a Psych Iroda: é. sz. 49,021644°, ny. h. 122,807339°49.021644°N 122.807339°W).

## Cselekmény
A nem mindennapi Shawn Spencer nem mindennapi megfigyelőképességre tesz szert, nem más miatt, mint apja figyelmes nevelési módszerétől. Az apa elbukott a feladatban, mivel Shawn felnőve kicsit sem hasonlított apjára, mert amíg állandó jelleggel Gust, gyerekkori barátját hozza kínos helyzetekbe, addig a rendőrségnél próbál némi pénzhez jutni azzal, hogy „látnoki” képességét kamatoztatja, ami nem máson, mint a gyermekkorban megszerzett megfigyelőképességen alapul.

## Szereplők
| Szerep                         | Évad | Színész          | Magyar hang                                           |
| ------------------------------ | ---- | ---------------- | ----------------------------------------------------- |
| Shawn Spencer                  | 1–8  | James Roday      | Zámbori Soma                                          |
| Burton ’Gus’ Guster            | 1–8  | Dulé Hill        | Weil Róbert                                           |
| Carlton Lassiter               | 1–8  | Timothy Omundson | (1x01 – 2x16) Bordás János (3x01-) Pusztaszeri Kornél |
| Juliet O’Hara                  | 1–8  | Maggie Lawson    | Kiss Virág                                            |
| Karen Vick                     | 1–8  | Kirsten Nelson   | (1x01 – 3x11) Mics Ildikó (3x12-) Ősi Ildikó          |
| Henry Spencer                  | 1–8  | Corbin Bernsen   | Forgács Gábor                                         |
| Shawn fiatalon                 | 1–5  | Liam James       | N/A                                                   |
| Shawn fiatalon                 | 5–6  | Skyler Gisondo   | N/A                                                   |
| Gus fiatalon                   | 1–6  | Isaah Brown      | Penke Bence (1–3. évad)                               |
| Madeline Spencer (Shawn anyja) | 3–7  | Cybill Shepherd  | N/A                                                   |
| Lucinda Barry                  | 1x01 | Anne Dudek       | Nyírő Bea                                             |
| Buzz McNab                     | 1–8  | Sage Brocklebank | Renácz Zoltán                                         |
| Woody Strode                   | 4–8  | Kurt Fuller      | N/A                                                   |